# Streptopus oreopolus
Streptopus oreopolus är en liljeväxtart som beskrevs av Merritt Lyndon Fernald. Streptopus oreopolus ingår i släktet Streptopus och familjen liljeväxter. Inga underarter finns listade.